# Leszek II van Polen
Leszek II van Polen bijgenaamd de Zwarte (Brześć Kujawski, circa 1241 - Krakau, 30 september 1288) was vanaf 1261 hertog van Sieradz, vanaf 1267 hertog van Łęczyca, van 1273 tot 1278 hertog van Inowrocław en vanaf 1279 hertog van Sandomierz en groothertog van Polen. Hij behoorde tot het huis Piasten.

## Levensloop
Hij was de oudste zoon van hertog Casimir I van Koejavië en diens tweede vrouw Constance, dochter van Hendrik II, hertog van Silezië en groothertog van Polen. 
Na de dood van zijn moeder hertrouwde zijn vader in 1257 met Euphrosina, dochter van hertog Casimir I van Opole. Euphrosina veroorzaakte al snel conflicten in de familie door haar pogingen om territoriale voordelen te bemachtigen voor haar eigen kinderen. Dit was in het nadeel van Leszek II en zijn broer Ziemomysł was.
In 1261 kwam Leszek II in opstand tegen zijn vader en stiefmoeder. Aanvankelijk mislukte de opstand doordat de lokale adel zijn steun aan Leszek II terugtrok, omdat ze het te gevaarlijk vonden. Door een coalitie te sluiten met groothertog Bolesław V van Polen, hertog Ziemovit I van Mazovië en hertog Bolesław de Vrome van Groot-Polen verliep de opstand van Leszek II uiteindelijk succesvol. Hij dwong zijn vader om hem een eigen gebied te geven en hij kreeg het hertogdom Sieradz in handen, dat hij bleef besturen tot aan zijn dood.
Leszek II had met het hertogdom Sieradz een van de minst bevolkte gebieden van Polen in handen. Door een kolonisatiepolitiek te voeren, verschillende steden op te richten en nauw samen te werken met de kerk, slaagde hij erin om zijn hertogdom belangrijker te maken.
In 1267 overleed zijn vader, waarna hij ook het hertogdom Łęczyca kreeg. Zijn jongere broer Ziemomysł erfde het hertogdom Inowrocław, maar in 1268 kwamen de burgers van de stad in opstand tegen hem wegens zijn pro-Duitse politiek. Ze kozen Bolesław de Vrome van Groot-Polen als nieuwe hertog, maar Ziemomysł bleef de regering in handen houden tot in 1271. Dat jaar bezette Bolesław de Vrome Inowrocław, waarna Ziemomysł verdreven werd. In 1273 stond Bolesław eerder onverwacht het hertogdom af aan Leszek II, die Inowrocław bleef besturen tot in 1278. Dat jaar slaagde hij er met de steun van hertog Przemysł II van Poznán in om Inowrocław terug te geven aan Ziemomysł.
Leszek II had een goede band met groothertog Bolesław V van Polen en ze werkten zeer nauw samen. Omdat Bolesław V geen mannelijke nakomelingen had, besloot hij om Leszek II als zijn troonopvolger aan te duiden en in 1265 adopteerde hij hem. Hertog Wladislaus I van Opole aanvaardde deze adoptie echter niet en in 1273 organiseerde hij een militaire expeditie naar Krakau. Op 4 juni 1273 vond de slag bij Bogucin Mały plaats, waarbij de troepen uit Opole verslagen werden. Als wraak organiseerde Bolesław V in oktober 1273 een militaire expeditie naar Opole, waar hij enkele gebieden verwoestte. In 1274 besloten Bolesław V en Wladislaus vrede te sluiten. Op voorwaarde dat Wladislaus zijn aanspraken op de Poolse troon liet vallen, kreeg hij een deel van het groothertogdom Polen.
In 1265 huwde Leszek II met Grifine van Kiev, dochter van grootvorst Rostislav IV van Kiev. Het huwelijk bleef kinderloos en verliep heel ongelukkig. In 1271 kwam het tot een breuk en beschuldigde Grifine Leszek II openlijk van impotentie, wat een schandaal veroorzaakte. In augustus 1275 verzoenden beide echtgenoten zich na een interventie van Bolesław V en zijn gemalin Cunegonda en keerde Grifine terug naar Leszek II. Leszek II volgde daarna een vruchtbaarheidsbehandeling, waarbij hij naar verluidt kikkers en slangen moest eten, maar toch zou het huwelijk kinderloos blijven.
In december 1279 overleed Bolesław V, waarna Leszek II hem opvolgde als groothertog van Polen. Zijn grondgebied werd echter snel aangevallen door een leger samengesteld uit Tataren en troepen uit het grootvorstendom Litouwen en enkele Russische vorstendommen, dat een invasie op Krakau wilde doen. In 1280 versloeg Leszek II dit coalitieleger, waarna hij de gebieden rond de stad Lviv liet platbranden. 
De positie van Leszek II was echter zeer zwak in Polen en hij kreeg te maken met interne tegenstand. Zo had hij een conflict met bisschop Paweł van Krakau omdat hij de macht van de kerk wou inperken en kwam de adel in 1282 en 1285 in opstand tegen Leszek II, omdat ze vonden dat ze te veel bij zijn militaire expedities werden betrokken. Uiteindelijk kon hij de opstanden onderdrukken, maar Leszek II werd verplicht om zijn binnenlandse politiek aan te passen. Hierdoor was het einde van zijn regeerperiode stabieler. Van 1287 tot 1288 kreeg hij ook te kampen met een invasie van Tataren in coalitie met het Mongoolse Rijk. In februari 1288 kon hij met de hulp van het koninkrijk Hongarije deze troepen verslaan, maar de verwoesting in zijn gebieden was vrij groot.
In september 1288 overleed Leszek II, waarna hij werd begraven in de dominicanenkerk van de Heilige Drievuldigheid in Krakau. Hertog Hendrik IV van Silezië volgde hem op als groothertog van Polen.

## Voorouders
| Voorouders van Leszek II van Polen | Voorouders van Leszek II van Polen                                   | Voorouders van Leszek II van Polen                                   | Voorouders van Leszek II van Polen                                     | Voorouders van Leszek II van Polen                                     | Voorouders van Leszek II van Polen                                   | Voorouders van Leszek II van Polen                                   | Voorouders van Leszek II van Polen                                      | Voorouders van Leszek II van Polen                                      | Voorouders van Leszek II van Polen |
| ---------------------------------- | -------------------------------------------------------------------- | -------------------------------------------------------------------- | ---------------------------------------------------------------------- | ---------------------------------------------------------------------- | -------------------------------------------------------------------- | -------------------------------------------------------------------- | ----------------------------------------------------------------------- | ----------------------------------------------------------------------- | ---------------------------------- |
| Overgrootouders                    | Casimir II van Polen (1138-1194) ∞ Helena van Znojmo (1141-1207)     | Casimir II van Polen (1138-1194) ∞ Helena van Znojmo (1141-1207)     | Svjatoslav van Vladimir-Volynski (1176-1211) ∞ Yaroslava Rurikovna (–) | Svjatoslav van Vladimir-Volynski (1176-1211) ∞ Yaroslava Rurikovna (–) | Hendrik I van Polen (1165-1238) ∞ Hedwig van Andechs (1174-1243)     | Hendrik I van Polen (1165-1238) ∞ Hedwig van Andechs (1174-1243)     | Ottokar I van Bohemen (1155-1230) ∞ Constance van Hongarije (1180-1240) | Ottokar I van Bohemen (1155-1230) ∞ Constance van Hongarije (1180-1240) |                                    |
| Grootouders                        | Koenraad I van Mazovië (1187-1247) ∞ Agatha van Vladimir (1190-1247) | Koenraad I van Mazovië (1187-1247) ∞ Agatha van Vladimir (1190-1247) | Koenraad I van Mazovië (1187-1247) ∞ Agatha van Vladimir (1190-1247)   | Koenraad I van Mazovië (1187-1247) ∞ Agatha van Vladimir (1190-1247)   | Hendrik II van Polen (1196-1241) ∞ Anna van Bohemen (1201–1265)      | Hendrik II van Polen (1196-1241) ∞ Anna van Bohemen (1201–1265)      | Hendrik II van Polen (1196-1241) ∞ Anna van Bohemen (1201–1265)         | Hendrik II van Polen (1196-1241) ∞ Anna van Bohemen (1201–1265)         |                                    |
| Ouders                             | Casimir I van Koejavië (1211-1267) ∞ Constance van Polen (1221-1257) | Casimir I van Koejavië (1211-1267) ∞ Constance van Polen (1221-1257) | Casimir I van Koejavië (1211-1267) ∞ Constance van Polen (1221-1257)   | Casimir I van Koejavië (1211-1267) ∞ Constance van Polen (1221-1257)   | Casimir I van Koejavië (1211-1267) ∞ Constance van Polen (1221-1257) | Casimir I van Koejavië (1211-1267) ∞ Constance van Polen (1221-1257) | Casimir I van Koejavië (1211-1267) ∞ Constance van Polen (1221-1257)    | Casimir I van Koejavië (1211-1267) ∞ Constance van Polen (1221-1257)    |                                    |
| Leszek II van Polen (1241-1288)    |                                                                      |                                                                      |                                                                        |                                                                        |                                                                      |                                                                      |                                                                         |                                                                         |                                    |

Siemowit · Lestko · Siemomysł · Mieszko I · Bolesław I · Mieszko II Lambert · Bezprym · Mieszko II Lambert · Casimir I · Bolesław II · Wladislaus I Herman · Zbigniew · Bolesław III · Wladislaus II · Bolesław IV · Mieszko III · Casimir II · Leszek I · Wladislaus III · Mieszko IV · Koenraad · Hendrik I · Hendrik II · Koenraad · Bolesław V · Leszek II · Hendrik IV · Przemysł II · Wenceslaus II · Wenceslaus III · Wladislaus I · Casimir III · Lodewijk · Hedwig · Wladislaus II Jagiello · Wladislaus III · Casimir IV · Jan I Albrecht · Alexander · Sigismund I · Sigismund II August I · Hendrik · Anna · Stefanus Báthory · Sigismund III · Wladislaus IV · Jan II Casimir · Michaël Korybut Wiśniowiecki · Jan III Sobieski · August II · Stanislaus I Leszczyński · August II · Stanislaus I Leszczyński · August III · Stanislaus II August Poniatowski